# 33863 Elfriederwin
33863 Elfriederwin este un asteroid din centura principală de asteroizi.

## Descriere
33863 Elfriederwin este un asteroid din centura principală de asteroizi. A fost descoperit pe 5 mai 2000 la Observatorul Starkenburg din Heppenheim. Asteroidul prezintă o orbită caracterizată de o semiaxă mare de 2,25 ua, o excentricitate de 0,18 și o înclinație de 7,9° în raport cu ecliptica.